# Joseph Nemours Pierre-Louis
Joseph Nemours Pierre-Louis (Cabo Haitiano, 24 de octubre de 1900 - Puerto Príncipe, 23 de abril de 1966) fue un político haitiano, que se desempeñó como Presidente de Haití de 1956 a 1957.

## Biografía
Pierre-Louis, que estudió física y derecho, fue el primer profesor de física en el Lycée Philippe Guerrier. Después de trabajar como profesor de 1928 a 1937, se convirtió en juez del Tribunal Municipal de Cabo Haitiano. Se convirtió en presidente de la Corte Suprema después de la revolución de enero de 1946, cargo que ocupó hasta su elección como senador.
Después de la salida del poder de Paul Magloire en diciembre de 1956, Pierre-Louis anunció en un discurso por radio el 12 de diciembre de 1956 que se había convertido en presidente interino de Haití. También anunció elecciones para abril de 1957 y ordenó la liberación del candidato presidencial y rico propietario de la plantación Louis Déjoie y otros presos políticos. A principios de enero de 1957, se apoderó de los activos del expresidente Magloire. Fue reemplazado por Franck Sylvain, que se convirtió en presidente interino el 7 de febrero de 1957.